# حاجز البربارة
حاجز البربارة هو أحد المعابر التابعة لميليشيات الحرب الأهلية اللبنانية، تموضع المعبر على الطريق الساحلية بين بيروت وطرابلس، وتحديدًا في بلدة البربارة الساحلية في شمال لبنان.

## نبذة
أقيم حاجز البربارة في 22 نيسان/أبريل 1979 بعد مجزرة قُتل فيها 13 من أنصار حزب الكتائب، وكان تحت سيطرة وتصرف هذا الحزب، قبل أن يوضع في أواخر الثمانينات من القرن العشرين، بتصرف ميليشيا القوات اللبنانية. قُسِّم الحاجز إلى حاجزين متجاورين: أحدهما نقطة تفتيش ضريبية، يجبي فيها رجال الميليشيات أموالًا من بعض الأفراد الذين يريدون العبور. أما الحاجز الثاني فهو أمني. وفي 23 شباط/ فبراير 1989 أُزِيلَ الحاجز الضريبي في البربارة، وظل الحاجز الأمني يعمل تحت سيطرة القوات اللبنانية حتى شباط 1991.

## قضية الدبلوماسيين الإيرانيين
من الحوادث المعروفة عن حاجز البربارة، اختطاف أربعة دبلوماسيين إيرانيين، هم: أحمد متوسليان وسيد محسن موسوي وتقي راستيجار مقدم وكاظم أخوان. وبحسب وسائل إعلام لبنانية، فقد اختطفتهم القوات اللبنانية في 4 تموز/يوليو 1982 من حاجز البربارة. ويُعتقد أن المختطَفين نُقلوا إلى مقر الكتائب في الكرنتينا (في بيروت)، ولا يزال مصير جثثهم مجهولًا حتى حينه، وقد صرّح قائد القوات اللبنانية سمير جعجع لاحقًأ، بأن الدبلوماسيين قتلوا. وقد حمّلت إيران مسؤولية الخطف إلى الكيان الصهيوني، بحسب تصريح السفير الإيراني في لبنان محمد فتحعلي في العام 2017.